# José Malette
 (mars 2010).
Pour les articles homonymes, voir Malette.
José Malette est un acteur québécois et travail au Provigo.

## Biographie

### Formation
- École Nationale de Théâtre du Canada – Interprétation. Promotion 1990
- Université du Québec à Montréal - Baccalauréat en Art Dramatique 1984-1986

### Carrière
- Coaching d’acteurs et de chanteurs  professionnels : Quat’Sous, Écoles de théâtre, R-C. Depuis 1990
- Jury de la pré-audition pour Star Académie I et II. – Production J.  août 2002 à Novembre 2004
- Recherchiste et responsable du public pour Sogestalt Télévision Inc. Pigiste depuis Automne 2002
- Chargé de cours à l’UQAM au Baccalauréat en Arts Dramatiques. Depuis janvier 1998
- Recherchiste et documentaliste pour l’émission Tôt ou Tard – TVA. Mai à Septembre 2000-2001
- Recherchiste et répétiteur et pour Les Couches-tôt en Vacances - R-C. Mai 1997 à août 1999
- Animation d’atelier de théâtre pour adulte à Pincourt. Septembre à décembre 1998-2003
- Animation d’atelier d’improvisation théâtrale auprès des jeunes à Montréal et en régions. 1992-2007

## Filmographie

### Télévision
- Coroner – Rôle : Jean Marc Bernard – Réalisateur : Pierre Gagné – Télé-Québec. Octobre 2000
- 4 et demi – Rôle :  Monsieur Duhamel - Réalisateur : Christian Martineau - SRC. Janvier 1997-99
- L'univers de Courtemanche – Rôle : L’Officiel de Natation Olympique - FILM ROZON. Juin 1995
- Spécial RBO – Rôle : Personnage de l’œuvre de Michel Tremblay - SRC. août 1994
- Chop Suey – Rôle : Simon Trudel - Réalisateur : Claude Colbert - TVA. 1993-94
- Là! Tu parles! – Rôle : Charles - Réalisateur : Pierre-A Morin - CONCEPTEL. Février 1993

### Cinéma
- Le cœur au poing  de Charles Binamé – Rôle : L’homme d’affaires travesti - Cinémaginaire – Juin 1997
- Mouvement du désir de Léa Pool – Rôle : Le Curé - Cinémaginaire - 1993
- Monsieur Ripois de Luc Berreault – Rôle : Beuckling - Ciné Roux Production - 1991

- 1991 : Nelligan : L'homme au cachot
- 1993 : Monsieur Ripois (TV) : Beukling
- 1994 : Rêve aveugle
- 1994 : C'était le 12 du 12 et Chili avait les blues : M. Cracker Jack
- 1995 : Tendre guerre : Leon, the postman
- 1998 : Le Lépidoptère : Le médecin